# Adrenoleukodistrofija
Adrenoleukodistrofija (ALD) genetski je poremećaj koji prenosi majka na sina. U vlaknu živčane stanice nema mijelina, a bez njega živčane stanice ne mogu normalno funkcionirati ili uopće. Tijelo ne može nadoknaditi nedostatak mijelina pa se bolest s vremenom pogoršava. Dolazi do odumiranja funkcija organa i nemogućnosti kretanja (paralize).
Danas se o ovoj bolesti ne zna dovoljno da bi se ona potpuno izliječila, ali liječnici znaju prepoznati gen koji uzrokuje poremećaj i na vrijeme mogu dati majci do znanja da nosi gen ALD-a.
Postoji nekoliko oblika ALD-a. Najteži oblik bolesti je onaj kod kojeg su živčane stanice u mozgu potpuno uništene. Oko 40% bolesnika boluje upravo od ovog oblika, a to su najčešće djeca između četvrte i osme godine života. Lorenzo Odone bolovao je od takvog oblika bolesti. Dječaci ostaju potpuno nepokretni za 6 mjeseci do 2 godine.
Drugi tip bolesti zove se adrenomieloneuropatija (AMN) koji zahvaća dvadesetogodišnjake ili muškarce srednje dobi. Od ovog tipa boluje 40-45% bolesnika.

## Metoda liječenja
Ne postoji potpuno učinkoviti lijek protiv ALD-a, ali postoji nekoliko metoda kojima se može usporiti brzina kojom bolest nastupa. 
- Prva metoda je Lorenzovo ulje koje se sastoji od pročišćenog maslinovog i repičnog ulja. Nažalost, Lorenzovo ulje se nije pokazalo toliko učinkovitim koliko se isprva mislilo. Znanstvenici još uvijek pokušavaju otkriti veze između masnoća u tijelu i kako da Lorenzovo ulje učine što korisnijim.
- Druga metoda liječenja je Lovastatin, antikolesterolni lijek.
- Treća metoda je zamijeniti stanice koje imaju deformiran ALD gen s onima koji imaju normalan ALD gen. Što se tiče AMN-a ni jedna metoda nije razvijena kod liječenja tog poremećaja.

## Najpoznatiji slučaj ALD-a
Lorenzo Odone, rođen 29. svibnja 1978. godine bolovao je od ALD-a. 
Film Lorenzovo ulje skrenuo je svijetu pozornost na bolest ALD o kojoj se tada znalo vrlo malo. Film usto govori i o izdržljivosti, hrabrosti i upornosti roditelja čijem je djetetu, Lorenzu Odone dijagnosticiran ALD. Roditelji Odone su nakon godina rada, žrtvovanja i odricanja pronašli privremeno rješenje koje je usporilo bolest.
Njegova majka Michaela umrla je od raka na plućima 10. lipnja 2000.
Lorenzo Odone je umro 30. svibnja 2008, dan nakon svog tridesetog rođendana od posljedica bolesti jer mu je komadić hrane zapeo u plućima. Živio je 20 godina duže nego što su liječnici predvidjeli i bio je najstariji preživjeli pacijent ALD-a.